# Radio Podlasie

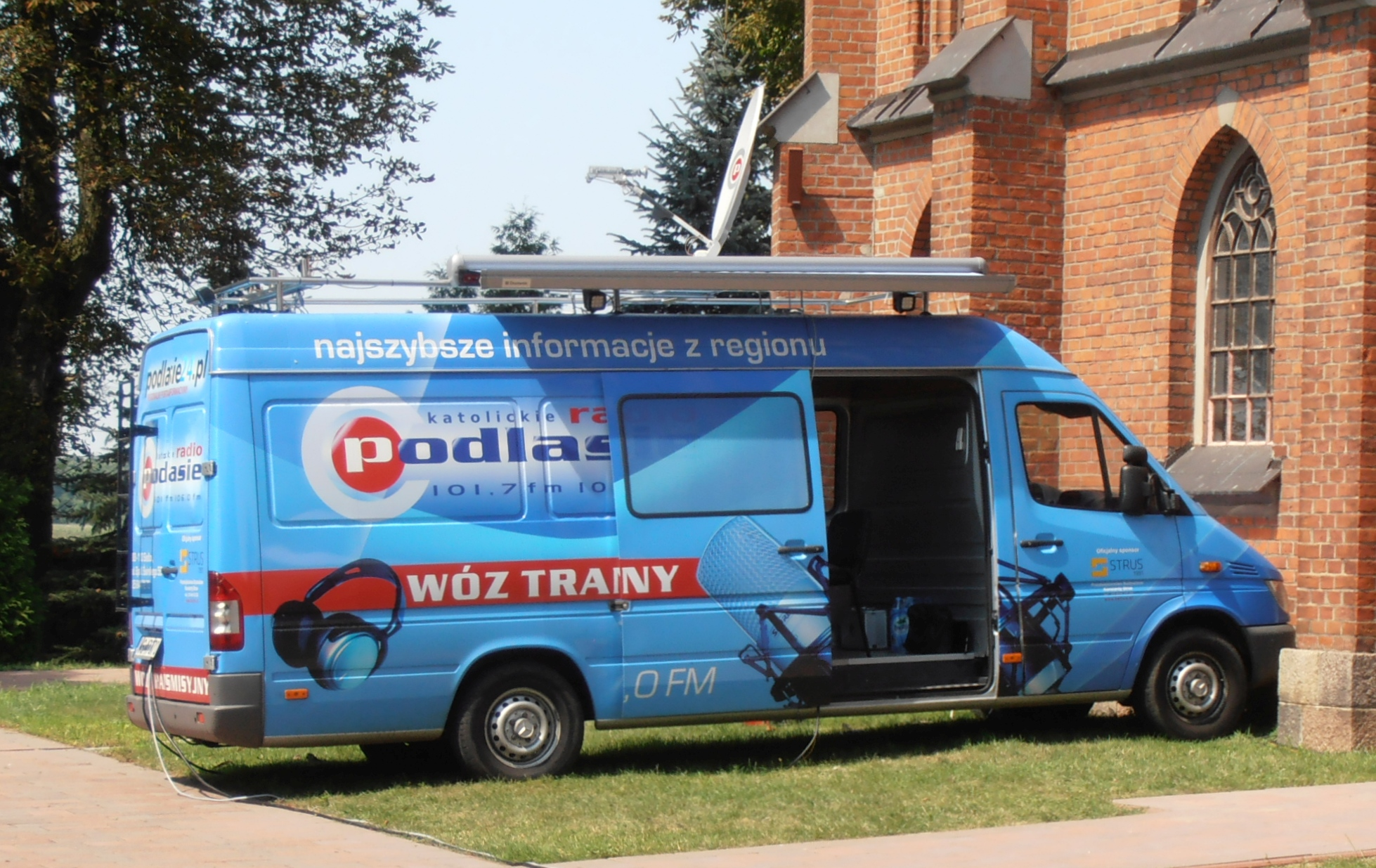
Wóz transmisyjny radia

Katolickie Radio Podlasie – lokalna stacja radiowa obejmująca swym zasięgiem środkową część wschodniej Polski. 
Rozgłośnia została powołana 4 września 1991 roku dekretem ks. bpa Jana Mazura. Pierwszym dyrektorem został ks. Henryk Drozd, natomiast pierwszym pracownikiem ks. Janusz Wolski. Pierwsza emisja programu miała miejsce 7 lipca 1992 roku o godzinie 12:45 i trwała niespełna godzinę. Radio rozpoczęło regularne nadawanie 9 lipca 1992 roku, jako radio diecezjalne w Siedlcach. Siedziba radia od początku istnienia mieści się przy ul. bpa Ignacego Świrskiego 56. 
Dyrektorem rozgłośni od 1 stycznia 2016 roku jest ks. Andrzej Sochal. Wcześniej tę funkcję piastowali ks. Henryk Drozd (1992–1997), ks. Janusz Wolski (1997–2004) oraz ks. kan. Sławomir Kapitan (2004–2015).

## Styl radia
Rozgłośnia ma charakter katolicki, jednak większość uwagi poświęca sprawom regionalnym, stając się regionalnym centrum informacyjnym, posiada też liczne redakcje terenowe (m.in. w Białej Podlaskiej, Drohiczynie, Garwolinie, Łukowie, Międzyrzecu Podlaskim, Radzyniu Podlaskim, Siemiatyczach, Sokołowie Podlaskim, Węgrowie).

## Słuchalność
Radio nadaje na obszarze pomiędzy Białymstokiem, Warszawą i Lublinem, w promieniu ok. 100 km od nadajnika w Chotyczach k. Łosic (RTCN Łosice) i ok. 30 km od nadajnika w Górznie (od czerwca 2011). 
Ogólnopolskie badania słuchalności stacji radiowych Radio Track prowadzone przez MillwardBrown SMG/KRC pokazują, że około 30% mieszkańców regionu słucha Radia Podlasie przynajmniej przez cztery dni w tygodniu.

## Kalendarium
- 4 września 1991 – ks. bp Jan Mazur powołał regionalną rozgłośnię radiową – Katolickie Radio Podlasie, pierwszym jej dyrektorem został ks. Henryk Drozd
- październik 1991 – Ministerstwo Łączności wydało zezwolenie na przydział częstotliwości na paśmie 101,7 MHz
- zima 1991/1992 – organizowanie zespołu redakcyjnego, na pomieszczenia radia została przeznaczona cześć drugiego piętra starego seminarium, poddanego adaptacji na potrzeby studia radiowego
- luty 1992 – konkurs na sygnał wywoławczy, znak graficzny oraz nazwę nowej rozgłośni, oddające regionalny i religijny charakter radia
- kwiecień 1992 – pierwsze spotkania zespołu redakcyjnego, prace nad programem rozgłośni
- maj 1992 – prace instalacyjne na nadajniku w Chotyczach k. Łosic oraz instalacja bezpośrednich łączy transmisyjnych z katedry i Centrum Kultury i Sztuki w Siedlcach
- czerwiec 1992 – rozstrzygnięcie konkursu na sygnał dźwiękowy radia – został nim szesnastosekundowy fragment utworu Tomasza Tymińskiego, opartego na motywie tradycyjnej pieśni kościelnej Przykazanie nowe daję wam
- czerwiec 1992 –  publiczna prezentacja znaku graficznego (logotypu) autorstwa Anny Jaworskiej, symbolizującego kulę ziemską, którą obiega informacja; powstał ostateczny rys ramówki radia
- 7 lipca 1992 – próbna emisja sygnału z nadajnika w Chotyczach
- 9 lipca 1992, 6:00 – oficjalne rozpoczęcie nadawania programu
- lipiec 1994 – Krajowa Rada Radiofonii i Telewizji wydała (pierwszą) koncesję, o numerze 07, na nadawanie programu do końca 2001 roku
- wiosna 1995 – cyfryzacja radia, umożliwiająca nagrywanie, montaż i emisję plików dźwiękowych
- sierpień 1997 – odejście z radia ks. Henryka Drozda, założyciela i pierwszego dyrektora; jego następcą zostaje ks. Janusz Wolski
- sierpień 2000 – zniszczenie przez piorun urządzeń nadawczych i emisyjnych w studiu; radio przechodzi poważny kryzys finansowy
- 7 listopada 2002 – przyznanie nadawanej przez Muzeum Regionalne w Siedlcach nagrody im. Ludomira Benedyktowicza
- 20 lipca 2004 – zmiana dyrektora – ks. Janusza Wolski zostaje zastąpiony przez ks. Sławomira Kapitana; zmiana struktury organizacyjnej rozgłośni – za merytoryczną stronę zaczęło odpowiadać Kolegium Programowe
- lipiec 2005 – modernizacja studia  – m.in. profesjonalnie wyciszenie, instalacja nowego stołu emisyjnego firmy Studer
- grudzień 2005 – rozpoczęcie transmisji programu przez internet
- maj 2006 – uruchomienie regionalnego portalu internetowego www.radiopodlasie.pl; jego dyrektorem zostaje ks. Tomasz Krawczyk
- 30 listopada 2006 – uruchomienie nowego nadajnika w Żelechowie, pracującego na częstotliwości 106 MHz
- marzec 2007 – zmiana logotypu radia na nowy, którego autorem jest Tomasz Budek
- 29 marca 2008 – przyznanie nagrody „Mały Feniks 2008” za promowanie w mediach książki katolickiej
- 1 czerwca 2010 – rozdzielenie strony radiowej, która została pod adresem http://radiopodlasie.pl, i utworzenie nowego regionalnego portalu informacyjnego http://podlasie24.pl – jego szefem został ks. Krzysztof Pełka, który 4 lipca 2007 zastąpił ks. Tomasza Krawczyka
- 18 lutego 2011 – rozpoczęcie całodobowej emisji programu
- 21 czerwca 2011 – przeniesienie nadajnika z Żelechowa do Górzna
- 1 stycznia 2016 – decyzją biskupa siedleckiego Kazimierza Gurdy nowym dyrektorem rozgłośni został ks. Andrzej Sochal